# Marija Kavtaradze

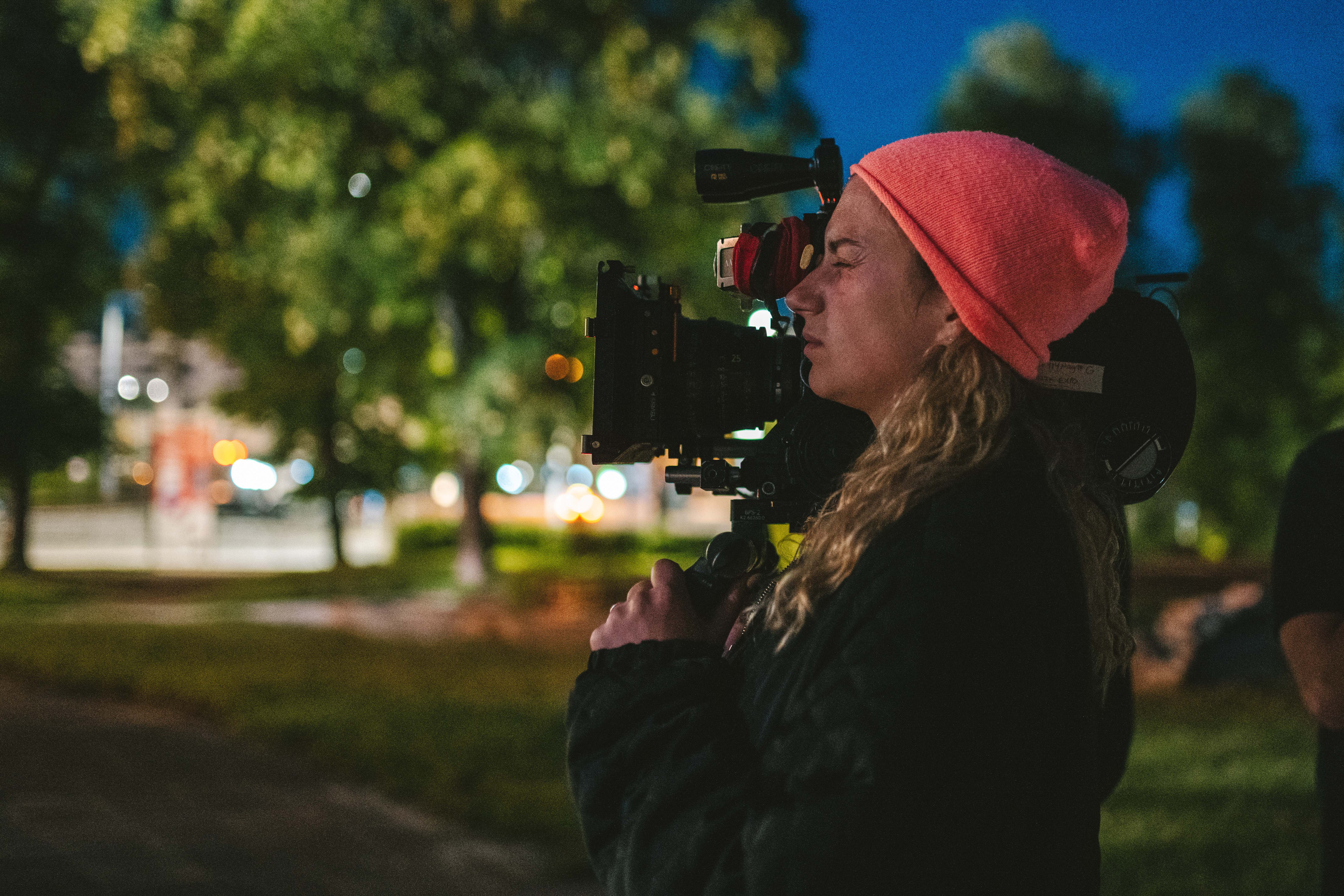
Marija Kavtaradze beim Dreh des Films Slow

Marija Kavtaradze (* 1991 in Vilnius) ist eine litauische Drehbuchautorin und Filmregisseurin.

## Leben
Nach dem Abitur 2010 am Gymnasium absolvierte Marija Kavtaradze von 2010 bis 2014 das Bachelorstudium der Filmregie an der Litauischen Akademie für Musik und Theater in der litauischen Hauptstadt. Das Filmdrama Šventasis, das im Oktober 2016  beim Internationalen Filmfestival Warschau seine Premiere feierte und für das sie gemeinsam mit dem Regisseur Andrius Blaževičius und ihrer Schwester Tekle Kavtaradze das Drehbuch schrieb, wurde von der Litauischen Filmakademie mit dem Silbernen Kranich ausgezeichnet. Ihr eigenes Regiedebüt bei einem Spielfilm war Summer Survivors. Der Film kam 2018 in die Kinos, eröffnete 2019 das Toronto Film Festival und wurde im gleichen Jahr beim Tallinn Film Festival als bester baltischer Film ausgezeichnet. Für den Film Begike, der im August 2021 beim Karlovy Vary International Film Festival erstmals gezeigt wurde, tat sie sich wieder mit Blaževičius und ihrer Schwester zusammen. Ihr Filmdrama Slow, bei dem sie wieder Regie führte und das Drehbuch schrieb, feierte im Januar 2023 beim Sundance Film Festival seine Premiere.
Im Mai 2024 wurde Kavtaradze Mitglied der European Film Academy.

## Filmografie
- 2010: Paskutinis zmogus, su kuriuo as kalbejau (Kurzfilm, Regie und Drehbuch)
- 2015: Igloo (Kurzfilm, Regie und Drehbuch)
- 2016: Šventasis (Drehbuch)
- 2018: Summer Survivors (šgyventi vasarą, Regie und Drehbuch)
- 2021: Begike (Drehbuch)
- 2023: Slow (Regie und Drehbuch)

## Auszeichnungen
Crossing Europe
- 2024: Auszeichnung mit dem MIOB New Vision Award (Slow)[6]

São Paulo International Film Festival
- 2023: Nominierung im New Directors Competition (Slow)[7]

Sundance Film Festival
- 2023: Nominierung im World Cinema Dramatic Competition (Slow)
- 2023: Auszeichnung mit dem Directing Award (Slow)[8]

Tallinn Black Nights Film Festival
- 2023: Auszeichnung als Beste Produzentin im Baltic Film Competition (Slow)[9]